# Mahan Rahmani
Mahan Rahmani (tiếng Ba Tư: ماهان رحمانی); là một tiền vệ bóng đá người Iran hiện tại thi đấu cho câu lạc bộ Iran Paykan ở Persian Gulf Pro League.

## Sự nghiệp câu lạc bộ

### Saipa
Anh khởi đầu sự nghiệp với Saipa từ các cấp độ trẻ. As tháng 7 năm 2013 anh gia nhập đội một bởi Engin Firat. Anh có màn ra mắt cho Saipa ngày 6 tháng 4 năm 2014 trước Malavan thay cho Roozbeh Shahalidoost.

### Persepolis
Ngày 5 tháng 7 năm 2016, Rahmani ký hợp đồng với gã khổng lồ Iran Persepolis.

## Thống kê sự nghiệp câu lạc bộ
Tính đến 15 tháng 5 năm 2018.
| Câu lạc bộ          | Hạng đấu            | Mùa giải            | Giải vô địch | Giải vô địch | Cúp Hazfi | Cúp Hazfi | Châu Á  | Châu Á    | Tổng    | Tổng      |
| Câu lạc bộ          | Hạng đấu            | Mùa giải            | Số trận      | Bàn thắng    | Số trận   | Bàn thắng | Số trận | Bàn thắng | Số trận | Bàn thắng |
| ------------------- | ------------------- | ------------------- | ------------ | ------------ | --------- | --------- | ------- | --------- | ------- | --------- |
| Saipa               | PGPL                | 2013–14             | 1            | 0            | 0         | 0         | –       | –         | 1       | 0         |
| Saipa               | PGPL                | 2014–15             | 8            | 0            | 0         | 0         | –       | –         | 8       | 0         |
| Saipa               | PGPL                | 2015–16             | 11           | 0            | 1         | 0         | –       | –         | 12      | 0         |
| Paykan              | PGPL                | 2016–17             | 24           | 0            | 1         | 0         | –       | –         | 25      | 0         |
| Paykan              | PGPL                | 2017–18             | 15           | 1            | 1         | 0         | –       | –         | 16      | 1         |
| Tổng cộng sự nghiệp | Tổng cộng sự nghiệp | Tổng cộng sự nghiệp | 59           | 1            | 3         | 0         | 0       | 0         | 62      | 1         |

## Sự nghiệp quốc tế

### U17
Anh là một phần của U-17 Iran ở 2012 Giải vô địch bóng đá U-16 châu Á.

### U-20
Anh được triệu tập vào U-20 Iran bởi Ali Dousti Mehr để chuẩn bị cho Giải vô địch bóng đá U-19 châu Á 2014.